# Mónica Sánchez-Navarro
Mónica Sánchez-Navarro (Ciudad de México, 4 de febrero de 1954) es una actriz mexicana que hizo su debut en 1979 en la telenovela El cielo es para todos. Es conocida en cine, teatro y televisión.
Es hija del reconocido actor de la época de oro del cine mexicano Manolo Fábregas y la productora teatral Fela Fábregas, hermana del también actor Rafael Sánchez-Navarro y madre de la actriz Cassandra Sánchez-Navarro.

## Biografía
Mónica Sánchez Navarro nació en la Ciudad de México, siendo la 4.ª generación de actores de su familia. Su bisabuela fue la famosa Doña Virginia Fábregas, su abuelo, actor, se casó con la actriz Fanny Schiller y de ese matrimonio nació el padre de Mónica, el respetado actor Manuel Sánchez Navarro más conocido como Manolo Fábregas o Señor Teatro, propietario de siete teatros en México. Pese a esto, a Mónica no la dejaban ser actriz y tuvo que crecer viendo como su padre organizaba audiciones y obras, sin poder participar.
Ya en la universidad, siendo mayor de edad, y cumpliendo con sus estudios de Publicidad y Mercadotecnia, pudo realizar clases de actuación y participar en obras de teatro. Durante estos años académicos realizó muchísimas obras, pues empleaba todo su tiempo libre en la actuación. Fue con su primera obra profesional El diluvio que viene, en un papel de protagonista, donde el talento de Mónica fue reconocido. Cantó, bailó, y realizó la obra durante tres años y medio, dos funciones diarias de martes a domingo. Pero el esfuerzo valió la pena, pues ganó muchos premios con este gran trabajo y se le abrieron todas las puertas. Desde entonces sólo realizó papeles protagónicos.
Seguidamente estuvo unos años realizando telenovelas como El cielo es para todos donde la trama era la vida del santo San Martín de Porres Una mujer marcada, Juegos del destino y Principessa. Su vida transcurrió entre EE. UU. y México, donde también realizó películas junto a destacados compañeros como Vicente Fernández, Luis Miguel, Raúl de Anda o Valentín Trujillo, entre otros. Cada papel que Mónica realizaba era un éxito, pero la vida familiar la llevó a apartarse de los escenarios.
En 1999 Mónica escribió, produjo, dirigió, e interpretó la obra La alegría de aprender, junto a sus tres hijos. Una vez más, ganó muchos premios, y aún hoy en día se interpreta la obra, pues se ha convertido en un clásico del teatro infantil.
En 2013 participa en la telenovela producción de Telemundo, Dama y obrero compartiendo créditos con Ana Layevska y José Luis Reséndez.
En 2015 Televisa le encomienda el personaje de Georgina Landa de Rivapalacio dentro del melodrama Simplemente María, junto a Claudia Álvarez, José Ron y  Ferdinando Valencia.
En 2016 Telemundo la invita a darle vida a Federica Mirabal en la telenovela Eva la Trailera compartiendo créditos con Edith González, Arap Bethke y Jorge Luis Pila.
En 2019 actúa en la narcoserie Las Buchonas donde dio vida a Sandra, compartiendo créditos con Vanessa Arias y Alejandra Robles Gil.
En 2021 participa en la telenovela Si nos dejan donde interpreta a la sirvienta Yaya, compartiendo créditos con Mayrín Villanueva y Marcus Ornellas.

## Filmografía

### Telenovelas
- Si nos dejan (2021) - Yaya[2]
- Las Buchonas (2018-2019) - Sandra[3]
- Eva la Trailera (2016) - Federica Mirabal
- Simplemente María (2015-2016) - Georgina Landa Mendizábal de Rivapalacio
- Dama y obrero (2013) - Margarita Pérez
- Qué bonito amor (2012) - Altagracia Treviño de Martínez De La Garza
- Principessa (1984) - Erika María
- Juegos del destino (1981) - Vanessa
- Una mujer marcada (1979) - Maribel
- El cielo es para todos (1979) - Juana Paula

### Películas
- Café con leche (2015) - Ángela Manrique-Obregón
- V/H/S/2 (2013) - Maid del Hotel
- Fiebre de amor (1985)
- Fieras en brama (1983)
- Una pura y dos con sal (1983)
- El guardaespaldas (1980)

### Series
- Esta historia me suena (2021)
- Como dice el dicho (2014-2016) - Ramona / Doña Esther / Aura
- La rosa de Guadalupe (2013, 2018)
- Mujer, casos de la vida real (1996)